# Tadeusz Dołęga-Mostowicz
Tadeusz Dołęga-Mostowicz (Okuniewo, 10 agosto 1898 – Kuty, 20 settembre 1939) è stato uno scrittore e giornalista polacco.
Dołęga-Mostowicz è autore di oltre una dozzina di romanzi. Una delle sue opere più conosciute fu La carriera di Nicodemus Dyzma (in polacco: Kariera Nikodema Dyzmy, 1932). Gli storici della letteratura ritengono che il libro abbia ispirato il romanzo del 1971 Oltre il giardino di Jerzy Kosiński, il quale è stato accusato di plagio, scatenando notevoli polemiche in Occidente.

## Biografia
Tadeusz Mostowicz, figlio di un ricco avvocato polacco nell'era delle spartizioni, nacque il 10 agosto 1898 nel villaggio della sua famiglia di Okuniewo vicino a Vitebsk nell'Impero russo (ora Bielorussia). Dopo essersi diplomato al gimnazjum di Vilna (ora Vilnius, Lituania), poi anche nell'Impero russo, nel 1915 Tadeusz intraprese gli studi di legge presso l'Università di Kiel mentre infuriava la prima guerra mondiale nell'Europa centrale. Fece amicizia con numerosi membri della diaspora polacca e fu coinvolto in un gruppo clandestino locale della Polska Organizacja Wojskowa (Organizzazione militare polacca, abbreviato "POW" in polacco). 
Dopo la rivoluzione russa, Okuniewo fu conquistata dalla Russia bolscevica e la famiglia di Mostowicz tornò in Polonia. Sempre nel 1918, Tadeusz si trasferì a Varsavia, dove si unì all'esercito polacco. Combatté come volontario nella guerra sovietico-polacca del 1919-21.
Mentre lavorava nelle tipografie, Mostowicz inviò brevi storie ai giornali e alla fine si scoprì essere un reporter di talento. Dal 1925 fece parte dello staff del quotidiano Rzeczpospolita (La Repubblica), uno dei giornali più influenti della Polonia. In quel periodo adottò lo pseudonimo "Dołęga". Mentre era giornalista, iniziò a pubblicare racconti e opuscoli, molti dei quali ottennero popolarità.
Nel 1928 lasciò il suo lavoro giornalistico e si dedicò a tempo pieno alla narrativa. L'anno seguente terminò il suo primo romanzo, e nel 1930 lo pubblicò come Ostatnia brygada (L'ultima brigata). Tuttavia, divenne famoso solo nel 1932 con Kariera Nikodema Dyzmy (La carriera di Nicodemus Dyzma), il più popolare dei suoi libri. Inizialmente pubblicato a puntate sui giornali, il romanzo si rivelò un grande successo. In seguito Mostowicz scrisse una media di 2 romanzi all'anno. Si stima che il suo reddito mensile abbia superato i 15.000 zloty, circa 2.800 dollari USA del 1939.
Durante l'invasione della Polonia nel 1939, Dołęga-Mostowicz fu mobilitato e servì come comandante di un avamposto che difendeva un ponte sul fiume Cheremosh nella città di Kuty nel sud-est della Polonia. Il 22 settembre 1939 fu ucciso in battaglia con l'avanzata dell'Armata Rossa. Di conseguenza, la maggior parte dei suoi libri furono banditi nella Polonia stalinista. 
Nel 1978 i suoi resti furono riesumati e il 24 novembre furono sepolti nel cimitero Powązki di Varsavia.

## Adattamenti cinematografici
- Prokurator Alicja Horn (1933)
- Znachor (1937)
- Ostatnia brygada (1938)
- The Three Hearts (1939)
- Doktór Murek (1939)
- Złota Maska (1940)
- Nikodem Dyzma (1956)
- Pamiętnik pani Hanki (1963)
- Doktor Murek (1979) miniserie TV
- Kariera Nikodema Dyzmy (1980) miniserie TV
- Znachor (1981)
- The Quack (1982)
- L'amore dimenticato (2023)[3]